# United Internet
United Internet es una empresa alemana de telecomunicaciones. Desde 2003 forma parte del índice TecDAX, el índice tecnológico más importante de la Unión Europea. En 2018 se convirtió en el 4º operador de Alemania, a través de su filial 1&1 Internet AG, especializada en tecnología 5G.

## Historia
Integrada en 2003 en el índice bursátil TecDAX, United Internet (UI) ha seguido un rápido proceso de internacionalización gracias a su negocio de alojamiento web y de «cloud computing». En 2009 anunció la adquisición de United-Domains AG a Lycos.
En agosto de 2013 anunció la compra de la española Arsys. El acuerdo alcanzado con los propietarios de Arsys Internet S.L., propiedad de las empresas de capital riesgo The Carlyle Group y Mercapital, incluía la adquisición del 100% del capital de Arsys por parte de 1&1 Internet AG, compañía subsidiaria de United Internet.

En julio de 2017, Axel Springer anuncia que va a fusionar su filial Awin con la filial Affilinet de United Internet, creando un nuevo sello en el que el 80 % pertenecerá a Axel Springer SE y el 20 % a United Internet.

## Actividad
La empresa reagrupa a una docena de marcas que compiten por clientes, proveedores y particulares. United Internet vende servicios sobre las marcas GMX, WEB.DE y 1&1 Internet. Además, la empresa oferta marcas blancas como InterNetX y Fasthosts para clientes jóvenes. United Internet ofrece productos publicitarios a través de las marcas AdLINK Media, affilinet y Sedo.